# 수에즈 운하 대교
수에즈 운하 대교(Suez Canal Bridge)는 이집트-일본 우정 다리(Egyptian–Japanese Friendship Bridge), 알살람교(Al Salam Bridge), 알살람 평화의 다리(Al Salam Peace Bridge) 또는 무바라크 평화 다리(Mubarak Peace Bridge)등의 이름으로 불린다. 이집트 아랍어로 ‘다리’를 의미하는 엘-칸타라의 수에즈 운하를 건너는 도로 다리이다. 다리는 아프리카와 아시아 대륙을 연결한다.

## 설계와 건설
다리는 일본 정부의 지원으로 건설되었으며, 주계약자는 가시마 건설이었다.
건설 비용의 60%(또는 135억 엔)를 차지하는 일본 보조금은 시나이반도 개발을 위한 대규모 프로젝트의 일환으로 1995년 3월 당시 호스니 무바라크 대통령이 방일하는 동안 합의되었다. 이집트는 나머지 40%(90억엔)를 부담했다. 다리는 2001년 10월에 개통되었다.
운하 위로 70m 간격이 있고, 길이가 3.9km인 다리는 400m 사장교와 2개의 1.8km 긴 접근 경간으로 구성되어 있다.
주 경간을 지지하는 두 개의 주탑 높이는 각각 154m이다. 탑은 파라오의 오벨리스크 모양으로 설계되었다.
다리 아래의 간격은 70m이다. 따라서 수에즈 운하(수에즈막스)를 통과할 수 있는 선박의 최대 높이는 수선 위로 68m이다.

## 의의
수에즈 운하 다리는 수에즈 운하 아래의 아메드 함디 터널 (1981년 완공), 엘 페르단 철도 다리 및 수에즈 운하 가공 전력선 횡단과 같은 다른 프로젝트를 포함하여 수에즈 운하 주변 지역을 개발하기 위한 주요 추진의 일부였다.